# Fernando Segtowick
Fernando Segtowick Gomes Cardoso Junior, conhecido como Fernando Segtowick (Belém, Pará, 23 de agosto de 1971) é diretor e roteirista de curtas-metragens, longas-metragens e séries televisivas, além de vídeos institucionais. Fernando Segtowick é conhecido pelos filmes Matinta (2010), No Movimento da Fé (2013) e O Reflexo do Lago (2020).

## Biografia e carreira
O cineasta Fernando Segtowick nasceu em Belém, no estado do Pará. Seu trabalho tem como foco a região amazônica, e as pessoas que habitam a região paraense. Entre as obras de destaque na carreira estão O Reflexo do Lago, cuja estreia mundial foi no 70º Festival Internacional de Cinema de Berlim (Alemanha), e também a série televisiva de gastronomia Sabores da Floresta, exibida pelo Canal Futura.
Além da produção de filmes, Fernando Segtowick tem grande formação acadêmica. Começou sua formação em Comunicação Social e Jornalismo pela Universidade Federal do Pará (1997), e fazendo posteriormente uma especialização em Imagem e Sociedade (2005), e mestrado em Artes Visuais pela mesma instituição de ensino. Foi professor convidado da especialização em Produção Audiovisual da Faculdade Estácio de Sá (Pará). Em 2015, fundou a Marahu Filmes, uma produtora audiovisual de conteúdo para diversas plataformas com sede em Belém. Foi líder dos núcleos criativos das produtoras Clarté Serviços de Foto e Cinema e Marahu, onde desenvolve projetos audiovisuais, e também é instrutor de cursos livres de roteiro. Desde 2019, coordena o Marahu Lab - Laboratório de Fomento à Produção Audiovisual da Região Norte, uma plataforma digital de capacitação em audiovisual de profissionais nortistas.
Algumas de suas produções cinematográficas foram exibidas mundo afora sendo inclusive indicadas à premiações. O curta-metragem Matinta (2010), com a atriz Dira Paes, foi exibido e premiado durante o Festival de Brasília (2010), já o documentário em curta-metragem No Movimento da Fé (2013), foi exibido e premiado nos festivais CINE PE – Festival de Cinema de Recife (2014), e na mostra Curta Carajás (2014). Seu primeiro longa-metragem O Reflexo do Lago (2020), teve uma longa carreira em festivais em diferentes países. Teve sua estreia mundial com a exibido no 70º Festival Internacional de Cinema de Berlim (Alemanha) de 2020, durante a Mostra Panorama Dokumente, sendo então indicado ao prêmio de Melhor Documentário. Esse documentário também percorreu outros festivais como o 60º Festival de Cine de Cartagena de Índias da Colômbia (2020), na Mostra Algo a Declarar Estreia Latina, e sendo indicado ao prêmio de Melhor Documentário; ainda participou do DokuFest de Kosovo (2020) sendo indicado como Melhor Documentário; e fez parte da mostra competitiva no Festival du Film Etnographie Jean Rouch da França (2020); também fez parte da seleção oficial do Offline Film Festival da Irlanda (2020); e o Terra di Tutti da Itália (2020); e no Brasil foi exibido no festival Olhar de Cinema (2020).

## Filmografia
| Ano  | Título                  | Função            | Tipo                            |
| ---- | ----------------------- | ----------------- | ------------------------------- |
| 2010 | Matinta                 | Roteiro e direção | Curta-metragem                  |
| 2013 | No Movimento da Fé      | Direção           | Curta-metragem (documentário)   |
| 2017 | O Caminho das Pedras    | Co-direção        | Curta-metragem                  |
| 2018 | Canção do Amor Perfeito | Direção           | Curta-metragem                  |
| 2020 | Sabores da Floresta     | Direção           | Série documental para televisão |
| 2020 | O Reflexo do Lago       | Roteiro e direção | Longa-metragem (documentário)   |